# Arnhofen (Abensberg)

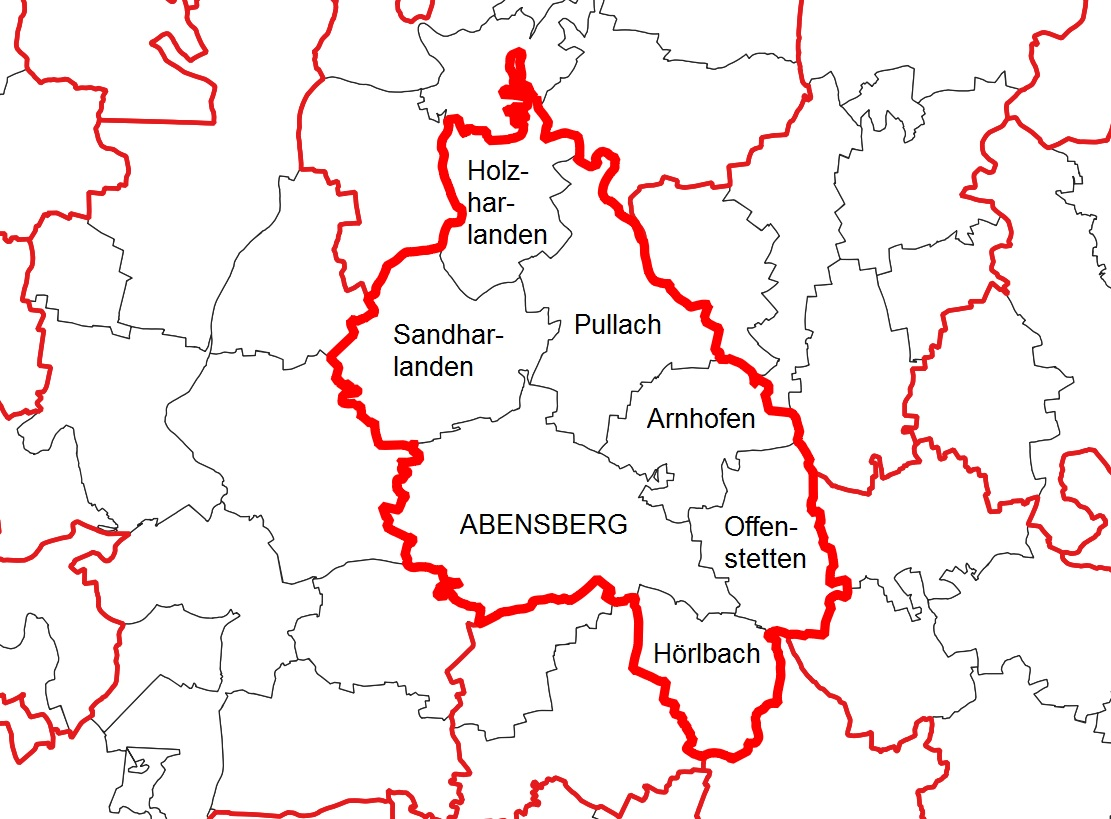
Die Gemarkung Arnhofen liegt im Osten des Stadtgebiets von Abensberg

Das Dorf Arnhofen ist ein Ortsteil der Stadt Abensberg und eine Gemarkung im Landkreis Kelheim, Niederbayern. Bis 1971 bildete es eine selbstständige Gemeinde.

## Lage
Das Kirchdorf liegt in den südlichen Ausläufern des Jura, am westlichen Hang eines breiten Trockentals, welches einst von der nordwärts über das Hopfenbachtal in den Kelheimer Talkessel abfließenden eiszeitlichen Ur-Abens geschaffen wurde. Regensburg ist in östlicher Richtung etwa 35 km, Ingolstadt in westlicher 40 km entfernt. München liegt ungefähr 95 km südlich des Ortes.

## Geschichte
In den 1980er Jahren wurde in der Nähe des Ortes ein jungsteinzeitliches Bergwerk entdeckt. Hier bauten zwischen 5000 und 4000 v. Chr. jungsteinzeitliche Bergleute auf 10 ha und in mehr als 20.000 Schächten Feuerstein ab. Das Feuersteinbergwerk von Abensberg-Arnhofen, eines der größten seiner Art in Mitteleuropa, stellt ein montanarchäologisches Bodendenkmal von internationaler Bedeutung dar.
Urkundlich trat Arnhofen bereits 867 als „Arnhelmahova“ (= Hof des Arnhelm) in Erscheinung. Das am Ort ansässige Geschlecht der „Arinhofer“ ist urkundlich bis Ende des 14. Jahrhunderts nachweisbar. 1760 waren die Abensberger Karmeliter im Besitz eines großen Teiles von Arnhofen.
Die Gemeinde Arnhofen im Landkreis Kelheim hatte 1964 eine Fläche von 623,21 Hektar und umfasste nur den Ort Arnhofen. Im Rahmen der Gebietsreform in Bayern wurde sie am 1. Januar 1972 in die Stadt Abensberg eingemeindet.

### Einwohnerentwicklung
- 1840: 126[6]
- 1871: 134[6]
- 1900: 169[6]
- 1925: 201[6]
- 1950: 243[6]
- 1961: 240[4]
- 1970: 307[7]
- 1987: 336[1]

## Baudenkmäler
Siehe auch: Liste der Baudenkmäler in Arnhofen
- Die Filialkirche St. Stephanus wurde 1753 neu erbaut.[3]

## Wirtschaft und Infrastruktur
In dem ungefähr 550 Einwohner zählenden Dorf, in dem mittlerweile auch Wohngebiete ausgewiesen wurden, wird noch umfangreich Landwirtschaft betrieben. Arnhofen liegt an der Bahnstrecke Regensburg–Ingolstadt, an der bis 1980 der Bahnhof Arnhofen bestand. Am Ort war ein mittelständischer Ziegeleibetrieb ansässig. Arnhofen gehört zum Sprengel der Pfarrei Pullach.

## Vereine
- Freiwillige Feuerwehr Arnhofen
- Gartenbauverein Pullach-Arnhofen
- Kath. Landjugend Pullach-Arnhofen
- Krieger- und Kameradenverein Pullach-Arnhofen
- Schützenverein Jennerwein
- Jagdgenossenschaft Arnhofen
- SV 72 Arnhofen